# 小林吟右衛門 (2代)
小林吟右衛門 (2代)（こばやし ぎんえもん (にだい)、寛政12年（1800年） - 明治6年（1873年）5月5日）は、幕末の近江商人。

## 生涯
寛政12年、近江愛知郡小田苅村（現滋賀県東近江市小田苅）の商人6代小林源左衛門の次男として生まれ、幼名は亀吉と称し、亀吉が数え7歳の時に叔父である初代吟右衛門の養子となった。初代吟右衛門は兄である6代源左衛門と同じく菅笠・紅・呉服太物類の行商を行い、文化元年（1804年）に分家し小林吟右衛門家を新たに建てたが、吟右衛門に継子なく数え30歳の文化3年（1806年）に甥である亀吉を養子として迎えた。
文化11年（1814年）、数え15歳となった亀吉は行商への同行を、子供は連れて行けないとする義父に泣いて頼み、漸く認められ行商としての商いを始めた。初代吟右衛門は特産の麻布の布仕入屋を営み、晒布問屋に麻布を送る委託販売と共に自ら麻布・小間物を行商し、往路ばかりでなく帰路にも行商先の特産品を仕入れ販売し、又金融業も営み、亀吉が養子となる頃には奉公人を持つまでになっていた。初代吟右衛門は文政9年（1826年）に数え50歳で隠居し、生まれ故郷の小田刈村の庄屋もつとめ、安政元年（1854年）に数え78歳で亡くなった。
養父隠居後、亀吉は2代目小林吟右衛門となり、行商商品も呉服太物・薬中心に変わっていった。初代の行商先は東で駿河あたりであったのが、2代目は関八州一円にまで商圏を広げ、天保2年（1831年）江戸堀留2丁目に織物問屋の店舗を構え、屋号を『丁字屋』と称し、更に天保13年（1842年）には京六角柳馬場へ、また文久元年（1861年）大坂にも支店を開設した。この間、彦根藩為替方御用達も務め、苗字帯刀を許された。嘉永5年（1852年）藩主井伊直弼が領内視察の際には小田苅の小林家本宅に宿泊するなど親交があり、開国後は輸出も手がけたので、尊王攘夷派浪士の襲撃・脅迫を受けることもあった。彦根藩ならびに幕府に巨額の献金を度々行い、井伊直弼の金庫番として政治的活動を裏面から支えたと言われる。また、郷里の困窮者の賑恤にも心がけたので、藩侯より善行の賞状が与えられた。
幕末から明治維新にかけ、時節を読み企業経営のかじ取りに心血を注ぎ、明治6年（1873年）5月5日、2代吟右衛門は東京で死去した。丁字屋は屋号と主人名から丁吟と呼ばれ、現在も日本橋堀留でチョーギン株式会社として子供服・紳士服の取り扱いを行っている。